# Otto Ruppius

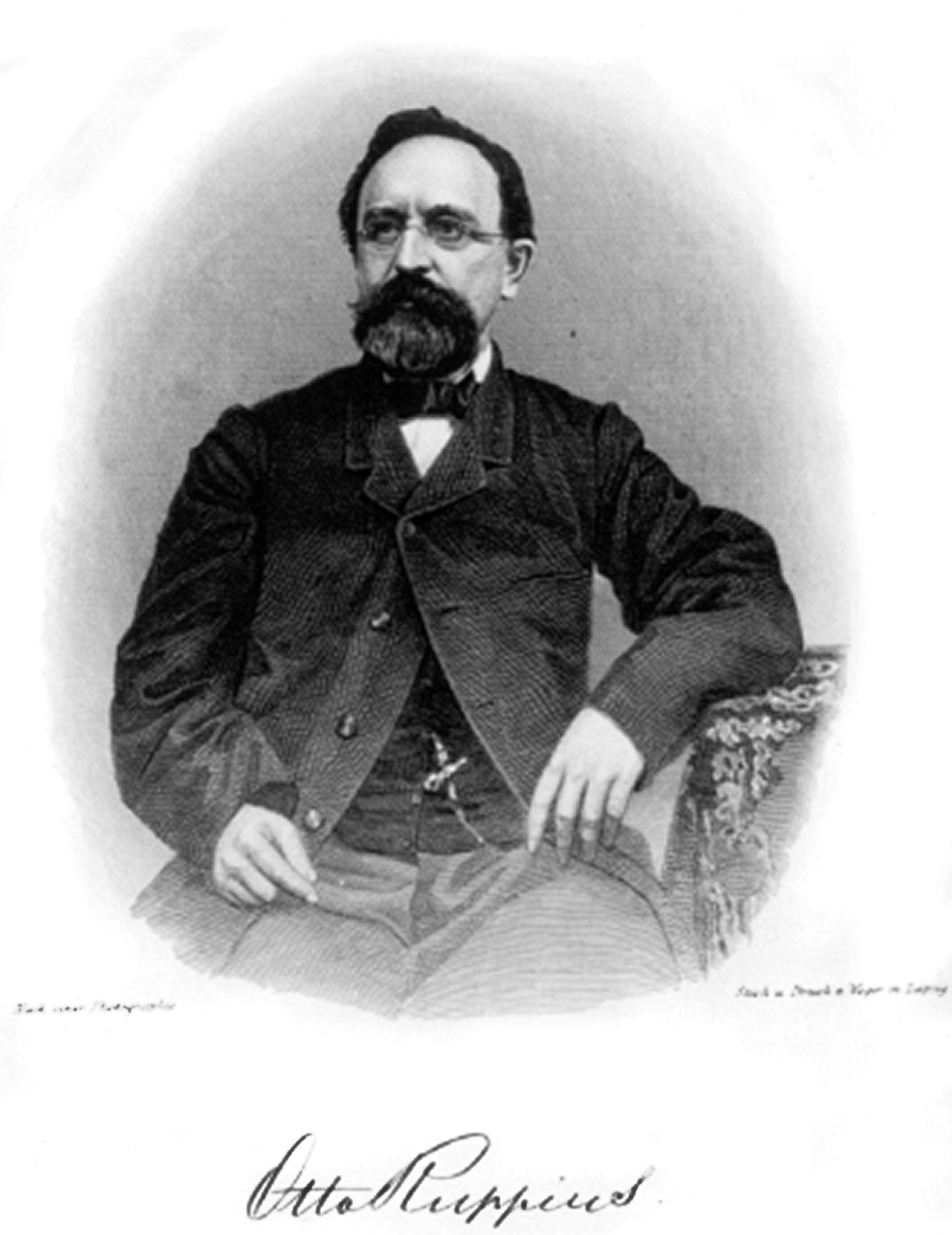
Otto Ruppius

Hermann Eduard Otto Ruppius (* 1. Februar 1819 in Glaucha (Stadtteil von Halle a. d. Saale); † 25. Juni 1864 in Berlin) war ein deutscher Schriftsteller.

## Leben
Ruppius war der Sohn eines Verwaltungsbeamten. Seine Schulzeit verbrachte er in Langensalza. Im Anschluss daran absolvierte er eine kaufmännische Lehre in Erfurt. Da ihm dieser Beruf nach eigenen Aussagen „keinerlei interessantes Wagnis“ bot, meldete er sich 1839 freiwillig zum Militär. Dort brachte er es bis zum Regimentsschreiber und konnte 1841 mit seinem Erstling Taschenbuch für den preußischen Infanteristen debütieren.
1842 quittierte Ruppius seinen Dienst bei der Armee und ließ sich wieder in Langensalza nieder. Dort erlernte er den Beruf des Buchhändlers, der ihn aber auch nicht begeisterte. 1845 ging er nach Berlin und gründete zusammen mit seinem Freund Adolf Ries den Norddeutschen Volksschriftenverein. Gemeinsam mit Jeremias Gotthelf gab er das „Organ“ desselben heraus. Noch im selben Jahr heiratete er Amalie Ahrends († 1880); später hatte er zwei Kinder.
Ab 1848 publizierte Ruppius die Bürger- und Bauernzeitung, in der er Werke von Jeremias Gotthelf – in hochdeutscher Übertragung – veröffentlichen wollte. Dieses Projekt zerschlug sich, da Gotthelf seine Werke selbst ins Schriftdeutsche zu übertragen gedachte. In dieser Zeit entstand neben anderen auch Ruppius’ Werk Eine Weberfamilie, in dem er – gleich Gerhart Hauptmann – das Elend der schlesischen Weber thematisierte.
Als am 5. Dezember 1848 auf Befehl des Königs Friedrich Wilhelm IV. die preußische Nationalversammlung aufgelöst wurde, kommentierte Ruppius dies mit einem politischen Artikel in seiner Bürger- und Bauernzeitung. Darin forderte er, Minister Friedrich Wilhelm von Brandenburg solle als Verräter vor Gericht gestellt werden. Ruppius wurde angeklagt und am 16. Juni 1849 zu neun Monaten Festungshaft verurteilt. Die geringe Höhe der Haftstrafe kam nach Aussage des Gerichts nur zustande, da der Angeklagte „… durch freimütiges, aber doch höchst anständiges, mäßiges Benehmen einen sehr günstigen Eindruck machte“.
Als Ruppius Ende 1849 seine Haftstrafe antreten sollte, flüchtete er in die USA und ließ sich in Nashville im Bundesstaat Tennessee als Musiklehrer nieder. Da ihm dort das Klima nicht zusagte, ging er nach Louisville in Kentucky und holte 1851 seine Frau mit den Kindern zu sich. Die German Musical Society in Louisville engagierte ihn und auch seine Frau des Öfteren für kleine Konzerte. 1853 brannte sein Haus bis auf die Grundmauern ab, die Familie verlor ihr gesamtes Hab und Gut.
Ruppius ging für ca. ein Jahr nach New York City und arbeitete dort als Redakteur bei der deutschsprachigen New Yorker Staatszeitung. 1855 ließ er sich mit seiner Familie in Milwaukee im Bundesstaat Wisconsin nieder und gründete dort die deutschsprachige Zeitschrift Westliche Blätter mit dem Ziel, in den USA eine eigenständige deutsche Literatur zu begründen. Als er mit der Redaktion (und seiner Familie) 1859 nach St. Louis in Missouri wechselte, scheiterte er an den Bedingungen des heraufziehenden und schließlich ausbrechenden Bürgerkriegs, in dem Missouri ein umkämpfter Grenzstaat war.
Da in Preußen 1861 für „revolutionäre Umtriebe“ Amnestie gewährt wurde, kehrte Ruppius im August desselben Jahres nach Deutschland zurück und ließ sich 1862 in Leipzig nieder. Der Buchhändler Ernst Keil engagierte Ruppius für seine Familien-Wochenzeitschrift Die Gartenlaube und später für sein Periodikum Der Leuchtturm. Ruppius’ Auswanderergeschichte Ein Deutscher war der erste Roman, den Keil in der Gartenlaube abdruckte; bis dahin hatte er es vermieden, längere Prosawerke zu veröffentlichen, die nicht innerhalb einer Monatsausgabe zum Abschluss gebracht werden konnten. 1863 ging Ruppius nach Berlin und gründete dort das Sonntagsblatt für Jedermann aus dem Volke.
Im Alter von 45 Jahren starb Ruppius 1864 in Berlin an einem Hirntumor. Sein Freund, der Schriftsteller Otto Girndt, schrieb einen Nekrolog.
Im Gegensatz beispielsweise zu Balduin Möllhausen war Ruppius nie im Wilden Westen. In seinen zahlreichen Romanen und Erzählungen thematisierte er die Schicksale deutscher Auswanderer als immerwährenden Kampf zwischen Gut und Böse. In zum Teil recht realistischer Sprache ließ er dabei – fast ausschließlich in den USA – die „guten Auswanderer“ schlussendlich über ihr „böses Schicksal“ siegen.

## Werke

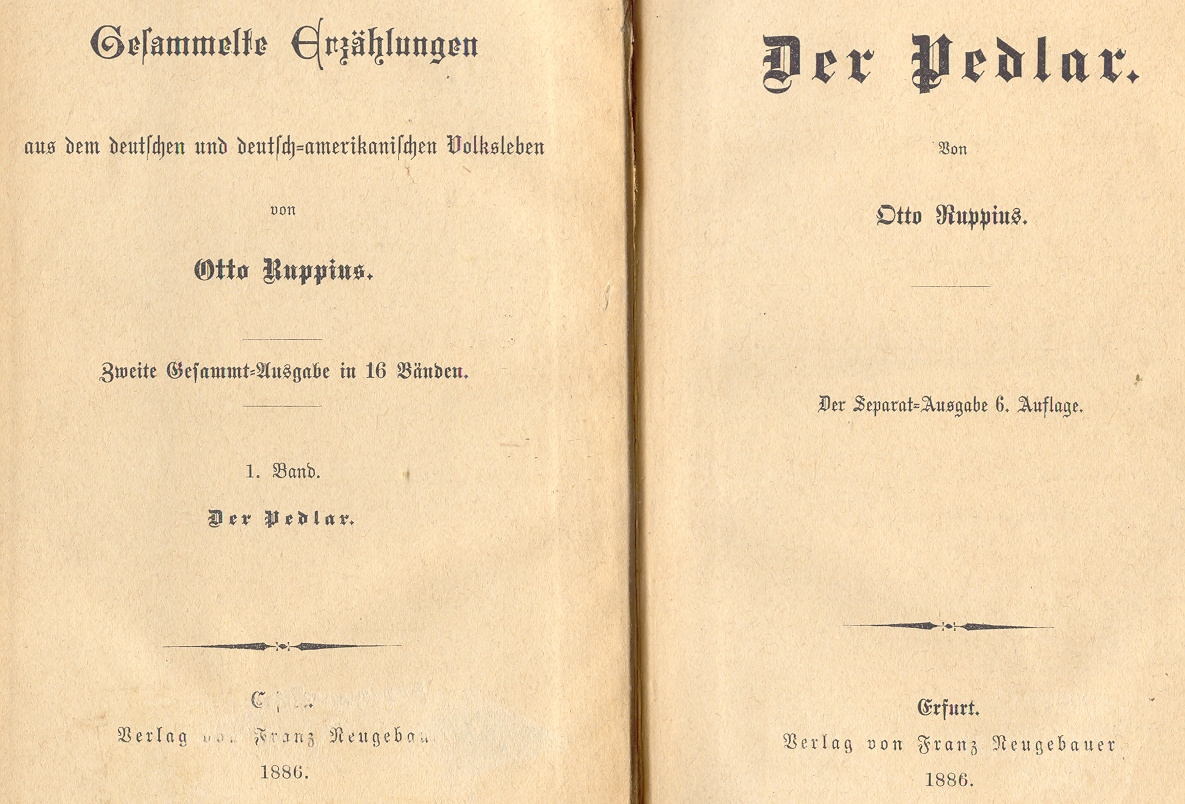
Der Pedlar, Erfurt 1886 (Titelseite)

- Taschenbuch für den preußischen Infanteristen. 1841
- Der Pedlar. 1857
- Geld und Geist. 1860
- Der Prärieteufel, 1861
- Genrebilder aus dem deutsch-amerikanischen Leben. 1861
- Ein Deutscher. In: Die Gartenlaube. Heft 10–35, 1861, S. 144–548 (Volltext [Wikisource]).
- Zwei Welten. 1863
- Gesammelte Erzählungen aus dem deutschen und deutsch-amerikanischen Volksleben. Th. Knaur Verlag, Leipzig um 1900
- Das Vermächtnis des Pedlars (Volksbücher)